# 議院
議院（ぎいん、英: House/Chamber、仏: Chambre、独: Haus/Kammer）は、議会を構成する合議体の呼称である。

## 概要
日本やアメリカ合衆国・イギリスなどで採用されている「1つの議会」を構成する両院制の場合に、「議会」ではなく「議院」という呼称が使用される。また、フランス・ドイツ・オーストリア等では厳格には日本の「国会」のような「1つの議会」の内の2つの議院ではなく、それぞれ独立した議会である。
日本では同音異義語でアクセントも同じ「議員」との混同を避けるため、議院の英名である「house」（ハウス）と呼ばれることがある。